# Taxi Girl (bande dessinée)
Pour les articles homonymes, voir Taxi Girl.
Taxi Girl est une série de bande dessinée franco-belge créée dans le Journal de Spirou no 2803 par Laudec au dessin et Raoul Cauvin au scénario.

## Synopsis
La série raconte les aventures d'une conductrice de taxi dans les rues de Paris.

## Les personnages
- Pearl, l'héroïne de la série.
- Cannelle, le chien de Pearl.

## Publication

### Album
- Vous êtes libre ? (1994, Dupuis)
- Vous aimez les bêtes ? (1996, Dupuis)

### Pré-publication
La série a été publiée dans le Journal de Spirou entre 1992 et 1998 avant de faire un retour pour un récit de 4 pages en 2006.